# Безуглов, Василий Тихонович
Василий Тихонович Безуглов (1908, Незлобная, Кавказская губерния — 17 декабря 1972, Кропоткин, Краснодарский край) — железнодорожник, Герой Социалистического Труда (1943).

## Биография
Василий Безуглов родился в 1908 году в станице Незлобная (ныне — Георгиевский район Ставропольского края). В детстве переехал в станицу Крымская (ныне — город Крымск Краснодарского края). С четырнадцатилетнего возраста был батраком. С 1925 года работал на железной дороге, был ремонтным рабочим. После окончания Ростовского политехникума путей сообщения работал помощником дорожного мастера, мастером, старшим мастером. Позднее Безуглов работал начальником Петровско-Сельской дистанции пути в Ставропольском крае. В 1939—1940 годах учился в Транспортной академии, но не окончил её и был назначен начальником Крымской дистанции пути Северо-Кавказской железной дороги.
Летом 1942 года Безуглов оказался в оккупации и вступил бойцов в партизанский отряд «За Родину». После освобождения он продолжил работу на железной дороге, принимал активное участие в восстановлении железной дороги и налаживании движения поездов между Краснодаром и Новороссийском. Многократно попадал под обстрел. С февраля 1943 года Безуглов вновь стал работать начальником Крымской дистанции пути. При его активном участии восстанавливались мосты через Кубань и впадающие в неё реки, прокладывалась железная дорога на Таманский полуостров.
Указом Президиума Верховного Совета СССР от 5 ноября 1943 года за «особые заслуги в деле обеспечении перевозок для фронта и народного хозяйства и выдающиеся достижения в восстановлении железнодорожного хозяйства в трудных условиях военного времени» Василий Безуглов был удостоен высокого звания Героя Социалистического Труда с вручением ордена Ленина и медали «Серп и Молот» за номером 165.
С ноября 1944 года Безуглов работал начальником Армавирской дистанции пути, с сентября 1948 года — начальником Ростовской дистанции пути. В 1953 году он окончил инженерные курсы при Тбилисском институте инженеров железнодорожного транспорта. Продолжал работу на железной дороге, закончив её в должности начальника отдела пути Кавказского отделения железной дороги в городе Кропоткине Краснодарского края. С 1966 года — на пенсии. Проживал в Кропоткине. Умер 17 декабря 1972 года.
Был также награждён рядом медалей.

## Награды
- Золотая медаль «Серп и Молот» (05.11.1943)
- Орден Ленина (05.11.1943)
- Орден Трудового Красного Знамени
- Орден Отечественной войны 1 степени
- Медаль «За победу над Германией в Великой Отечественной войне 1941—1945 гг.»
- Медаль «За оборону Кавказа»
- Медаль «В ознаменование 100-летия со дня рождения Владимира Ильича Ленина»
- Медаль  «Двадцать лет Победы в Великой Отечественной войне 1941—1945 гг.»
- Знак «25 лет победы в Великой Отечественной войне»
- Юбилейная медаль «50 лет Вооружённых Сил СССР»
- Почетный железнодорожник (21.11.1943)
- Отличный путеец (03.12.1943)
- другими медалями